# 51e cérémonie des Daytime Emmy Awards
La 51e cérémonie annuelle des Daytime Emmy Awards, organisée par l'Academy of Television Arts and Sciences récompense le meilleur des programmes de journée et a eu lieu le 7 juin 2024 au Westin Bonaventure Hotel à Los Angeles en Californie.

## Cérémonie
Les nominations sont annoncées en direct le 19 avril 2024.

## Palmarès
Note : Les lauréats sont indiqués ci-dessous en premier de chaque catégorie et en gras.

### Programmes

#### Meilleure série télévisée dramatique
- Hôpital central
  - The Bay
  - Amour, Gloire et Beauté
  - Des jours et des vies
  - Les Feux de l'amour
  - Les Voisins

#### Meilleur débat télévisé de divertissement
- The Kelly Clarkson Show
  - The Jennifer Hudson Show
  - Tamron Hall
  - Turning the Tables with Robin Roberts
  - The View

#### Meilleure émission d'informations et de divertissement
- Entertainment Tonight
  - Access Hollywood
  - Extra

#### Meilleure émission de cuisine
- Be My Guest with Ina Garten
  - Family Dinner
  - Selena + Chef
  - Valerie's Home Cooking
  - What Am I Eating? with Zooey Deschanel

### Performances

#### Meilleur acteur dans une série télévisée dramatique
- Thorsten Kaye pour le rôle de Ridge Forrester dans Amour, Gloire et Beauté
  - Eric Braeden pour le rôle de Victor Newman dans Les Feux de l'amour
  - Scott Clifton pour le rôle de Liam Spencer dans Amour, Gloire et Beauté
  - Eric Martsolf pour le rôle Brady Black dans Des jours et des vies
  - John McCook pour le rôle d'Eric Forrester dans Amour, Gloire et Beauté

#### Meilleure actrice dans une série télévisée dramatique
- Michelle Stafford pour le rôle de Phyllis Summers dans Les Feux de l'amour
  - Tamara Braun pour le rôle d'Ava Vitali dans Des jours et des vies
  - Finola Hughes pour le rôle d'Anna Devane dans Hôpital central
  - Katherine Kelly Lang pour le rôle de Brooke Logan dans Amour, Gloire et Beauté
  - Annika Noelle pour le rôle de Hope Logan Spencer dans Amour, Gloire et Beauté
  - Cynthia Watros pour le rôle de Nina Reeves dans Hôpital central

#### Meilleur acteur dans un second rôle dans une série télévisée dramatique
- Robert Gossett pour le rôle de Marshall Ashford dans Hôpital central
  - Bryton James pour le rôle de Devon Winters dans Les Feux de l'amour
  - Wally Kurth pour le rôle de Justin Kiriakis dans Des jours et des vies
  - A Martinez pour le rôle de Nardo Ramos dans The Bay
  - Mike Manning pour le rôle de Caleb McKinnon dans The Bay

#### Meilleure actrice dans un second rôle dans une série dramatique
- Courtney Hope pour le rôle de Sally Spectra dans Les Feux de l'amour
  - Jennifer Gareis pour le rôle de Donna Logan dans Amour, Gloire et Beauté
  - Linsey Godfrey pour le rôle de Sarah Horton dans Des jours et des vies
  - Allison Lanier pour le rôle de Summer Newman dans Les Feux de l'amour
  - Emily O'Brien pour le rôle de Gwen Rizczech dans Des jours et des vies

#### Meilleur invité dans une série dramatique
- Dick Van Dyke pour le rôle de Timothy Robicheaux dans Des jours et des vies
  - Linden Ashby pour le rôle de Cameron Kirsten dans Les Feux de l'amour
  - Ashley Jones pour le rôle du Dr Bridget Forrester dans Amour, Gloire et Beauté
  - Alley Mills pour le rôle de Heather Webber dans Hôpital central
  - Guy Pearce pour le rôle de Mike Young dans Les Voisins

#### Meilleur présentateur de débat télévisé
- Mark Consuelos et Kelly Ripa pour Live with Kelly and Mark
  - Joy Behar, Whoopi Goldberg, Alyssa Farah Griffin, Sara Haines, Sunny Hostin et Ana Navarro pour The View
  - Kelly Clarkson pour The Kelly Clarkson Show
  - Akbar Gbajabiamila, Amanda Kloots, Natalie Morales, Jerry O'Connell, Sheryl Underwood pour The Talk
  - Tamron Hall pour Tamron Hall

### Réalisation
- Meilleure réalisation pour une série télévisée dramatique
- Hôpital central
  - The Bay
  - Les Feux de l'amour
  - Des jours et des vies
  - Amour, Gloire et Beauté

### Scénario
- Meilleur scénario pour une série télévisée dramatique
- Hôpital central
  - The Bay
  - Les Feux de l'amour
  - Amour, Gloire et Beauté
  - Des jours et des vies